# Aedes mickevichae
Aedes mickevichae är en tvåvingeart som beskrevs av Huang 1988. Aedes mickevichae ingår i släktet Aedes och familjen stickmyggor.
Artens utbredningsområde är Kenya. Inga underarter finns listade i Catalogue of Life.